# Acrogonia pustulata
Acrogonia pustulata är en insektsart som först beskrevs av Fabricius 1803.  Acrogonia pustulata ingår i släktet Acrogonia och familjen dvärgstritar. Inga underarter finns listade i Catalogue of Life.